# Kara-indaš
Kara-indaš war kassitischer König, der um 1430 v. Chr. in Babylon regierte. Er ist der erste aus zeitgenössischen Quellen bekannte Kassitenherrscher. Er ist nach der synchronistischen Geschichte ein Zeitgenosse von Aššur-bel-nišešu (1417–1409) von Assyrien. Nach der Chronik P ist Kara-indaš der Vater von Kadašman-Ḫarbe I., hier scheint jedoch eine Verwechslung vorzuliegen. Ein Achat-Siegel belegt einen Izkur-Marduk, Sohn von Kara-indaš.

## Titel
Kara-indaš nennt sich als erster Kassitenherrscher Šàr Ka-ru-du-ni-ia-aš, König von Babylonien (Agum noch Šàr mat Pa-da-an u Al-ma-an, König der Länder Padan und Alman). Karduniaš, die Mauer des Duriaš, bezeichnete zuerst eine Region im südlichen Mesopotamien, entlang der Grenze zu Elam und wird später der Name von ganz Babylonien. Er führt ferner den Titel šarru Kaššū, kassitischer König, šar matBābil und šar Šumer ù Akkad.

## Geschichte
Nach dem Amarna-Brief EA10 von Burna-buriaš II. an Amenophis IV. bestand Freundschaft zwischen Ägypten und Babylonien seit der Zeit von Kara-indaš.

## Bauten

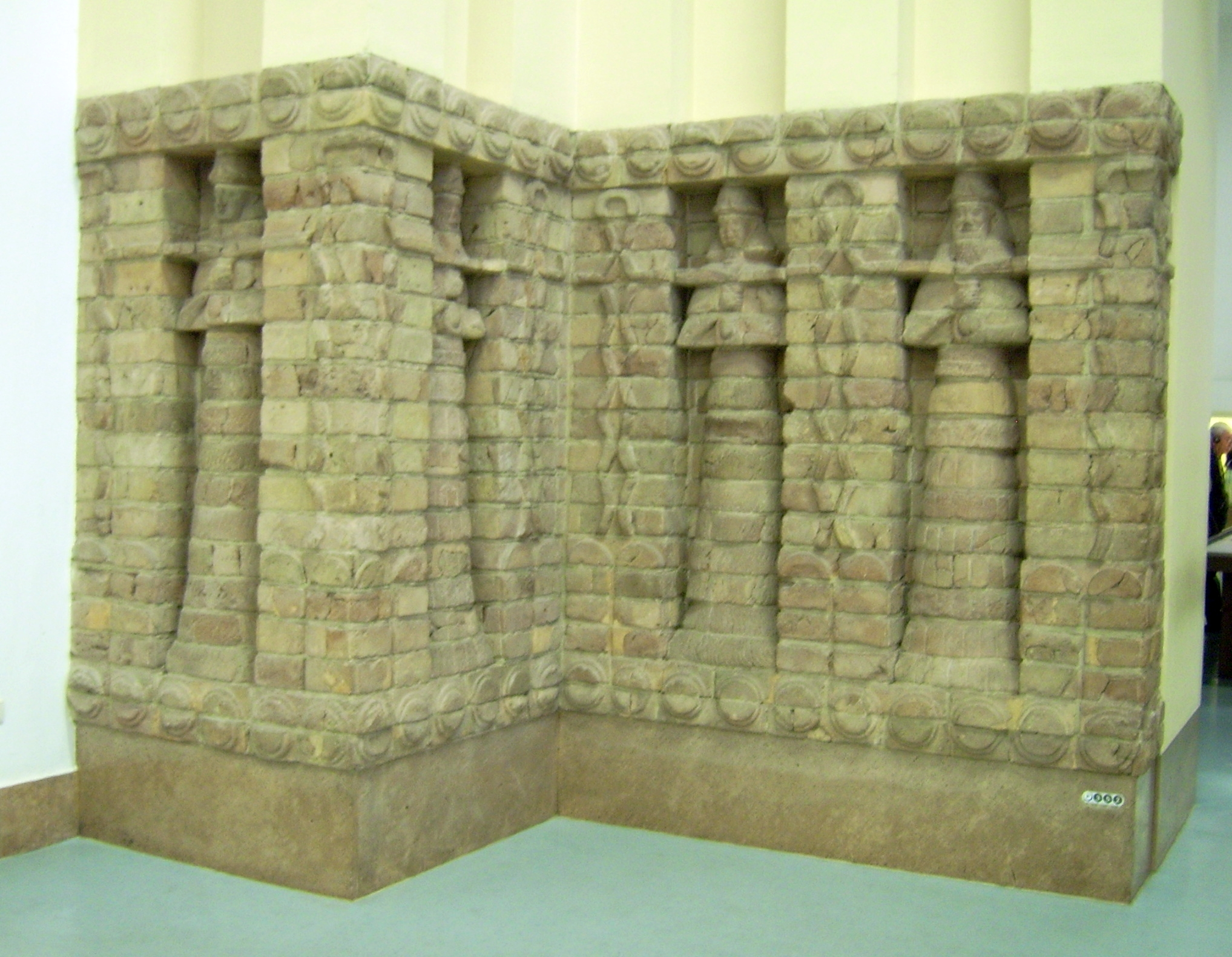
Ein Teil der Fassade aus dem Inanna-Tempel von Uruk (Vorderasiatisches Museum, Berlin).

Von Kara-indaš ist wenig bekannt, doch errichtete er in Uruk einen kleinen Inanna-Tempel dessen Fassade mit Nischen dekoriert war. In diesen Nischen stehen Berg- und Wassergottheiten. Die Fassade ist aus gebrannten, in Form gepressten Ziegeln erbaut. Bei dem Tempel handelt es sich um den frühesten bekannten Kassitentempel. Auch die Technik der in Form gepressten und dann gebrannten Ziegel ist hier zum ersten Mal belegt. Die Ziegel tragen eine sumerische Bauinschrift Kara-Indaschs.
Ein Teil der Fassade des Tempels befindet sich im Vorderasiatischen Museum in Berlin, weitere Teile der Fassade befanden sich im Irakischen Nationalmuseum in Bagdad, wurden aber während der Plünderung des Museums nach der amerikanischen Besetzung von Bagdad während des zweiten Golfkrieges gestohlen und sind seitdem verschwunden.